# 의창동
의창동(義昌洞)은 경상남도 창원시 의창구의 행정동이다.

## 개요
서북쪽에는 천주산이 위치하고 마산회원구 및 농촌지역(동읍, 북면)을 연결시켜 주는 교통의 요충지역이다. 창원대도호부 읍성지로 창원의 본뿌리가 되었던 지역이다. 5일장 재래시장이 개장되어 토속정취가  남아 있고, 창원향교가 있다. 의창동은 시인 이원수가 유년시절을 보낸 곳으로, 《고향의 봄》 노래의 발상지이다. 정월 대보름 행사, 천주산 철쭉제, 남산상봉제 등 화합을 중시한 행사를 개최하고 있다.

## 연혁
- 1973년 7월 1일 이전에는 창원군 창원면이었다가, 마산시 의창1동, 의창2동으로 분동
- 1976년 4월 1일 마산시 의창동
- 1980년 4월 1일 창원시 의안동, 동정동, 소계동
- 1997년 7월 14일 창원시 의창동 - 대동제 실시로 의안동(소답동, 중동, 북동), 동정동(서상동, 동정동), 소계동을 통합
- 2010년 7월 1일 창원, 마산, 진해시통합으로 통합창원시 출범으로 창원시 의창구 의창동

## 역사
1408년 의창현과 회원현이 합쳐져 창원부로 재편됐다. 1415년에는 창원도호부, 1601년에는 창원대도호부로 승격됐다. 의창동은 당시 창원대도호부의 읍성이 있었던 곳이었다. 현재는 도시화 과정에서 읍성이 해체됐다. 교육기관인 향교는 여젼히 남아있다. 창원향교는 고려 충렬왕 때 창건됐으며, 1748년 현재의 위치로 옮겨왔다.
1919년 기미년 3월 23일, 4월 2일 두차례에 걸쳐 의창동 북동시장에서 6,000여명의 주민이 독립만세운동을 펼쳤다.

## 법정동
- 동정동(東井洞)
- 북동(北洞)
- 서상동(西上洞)
- 소계동(召界洞)
- 소답동(召畓洞): 소답동은 빌라와 소규모 아파트가 밀집된 동네다. 중동사거리에서부터 롯데리아 사거리(읍성로)까지 술집 및 식당이 밀집되어 있다.
- 중동(中洞)

## 아파트
| 단지명             | 건설사                                                 | 시행사         | 주소                            | 입주        | 비고                  |
| ------------------ | ------------------------------------------------------ | -------------- | ------------------------------- | ----------- | --------------------- |
| 창원 중동 유니시티 | 태영건설 반도건설 대저건설㈜ 청호건설㈜ ㈜우람종합건설 | ㈜유니시티     | 의창구 중동로 34 (1단지) (중동) | 2019년 6월  | 구 39사단 부지        |
| 창원 중동 유니시티 | 태영건설 반도건설 대저건설㈜ 청호건설㈜ ㈜우람종합건설 | ㈜유니시티     | 의창구 중동로 33 (2단지) (중동) | 2019년 6월  | 구 39사단 부지        |
| 창원 중동 유니시티 | 태영건설 반도건설 대저건설㈜ 청호건설㈜ ㈜우람종합건설 | ㈜유니시티     | 의창구 중동로 77 (3단지) (중동) | 2019년 12월 | 구 39사단 부지        |
| 창원 중동 유니시티 | 태영건설 반도건설 대저건설㈜ 청호건설㈜ ㈜우람종합건설 | ㈜유니시티     | 의창구 중동로 78 (4단지) (중동) | 2019년 12월 | 구 39사단 부지        |
| 중동 대동다숲      | 대동종합건설㈜                                         | 대한토지신탁㈜ | 의창구 팔용로 512 (서상동)      | 2005년 12월 |                       |
| 동정 흥한웰가      | ㈜흥한주택종합건설                                     | 대한토지신탁㈜ | 의창구 천주로 33 (동정동)       | 2004년 12월 | 구 창원중·창원고 부지 |

## 교육
- 창원초등학교 (서상동)
- 소답초등학교 (소답동)
- 중동초등학교 (서상동)
- 의창초등학교 (중동)
- 경상고등학교 (소계동)
- 창원과학고등학교 (서상동)

## 교통

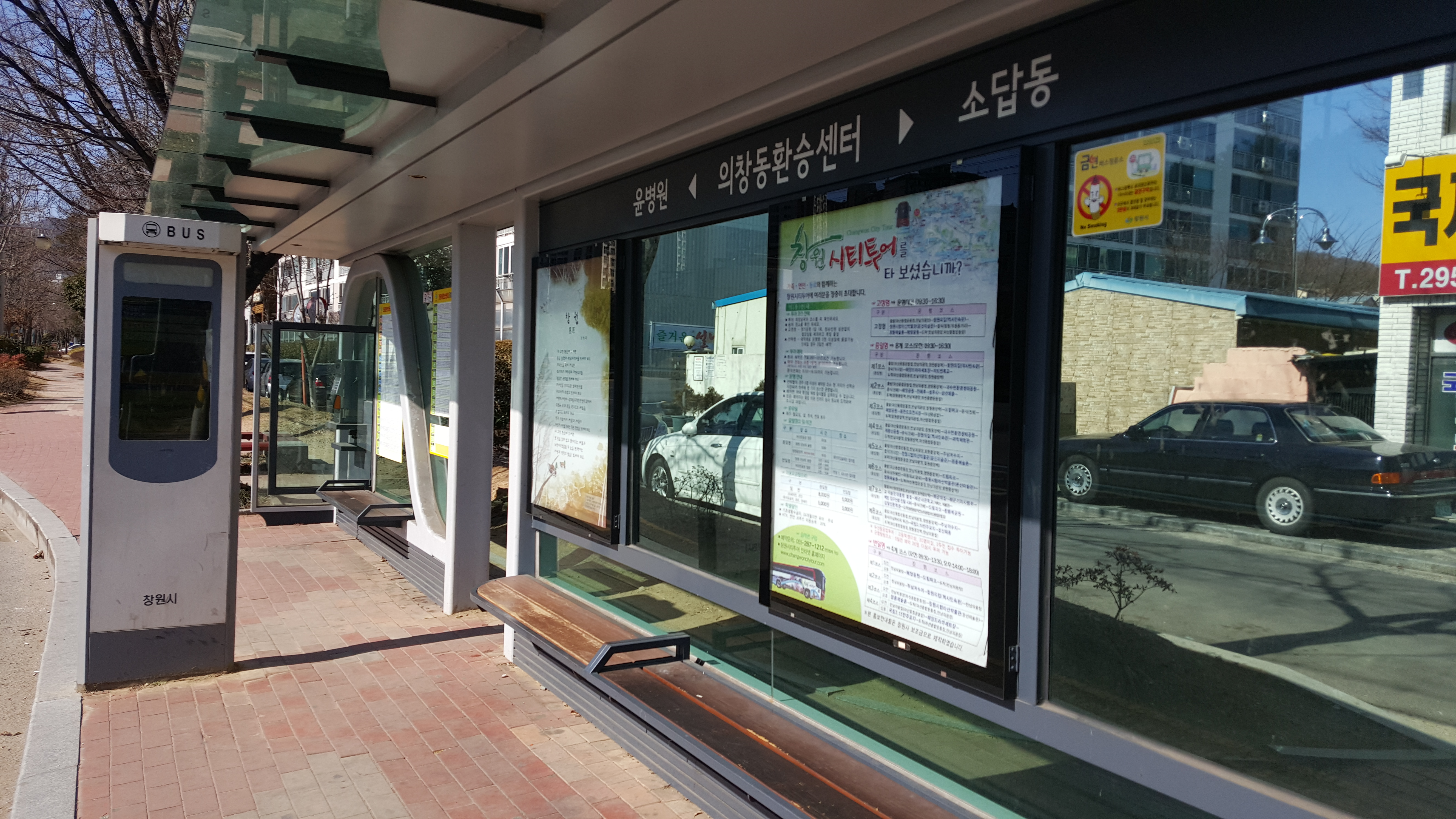
의창동 환승센터 버스 정류장

의창동은 의창대로가 동을 관통하는 도로교통의 요충지이다. 의창대로를 통해 창원시내, 마산, 북면, 동읍으로 이동이 편리하며, 이에 따라 동을 통과하는 버스도 많다.
- 의창대로
- 굴현터널
- 창원역

## 문화
- 창원향교